# Karl Zink (Widerstandskämpfer)

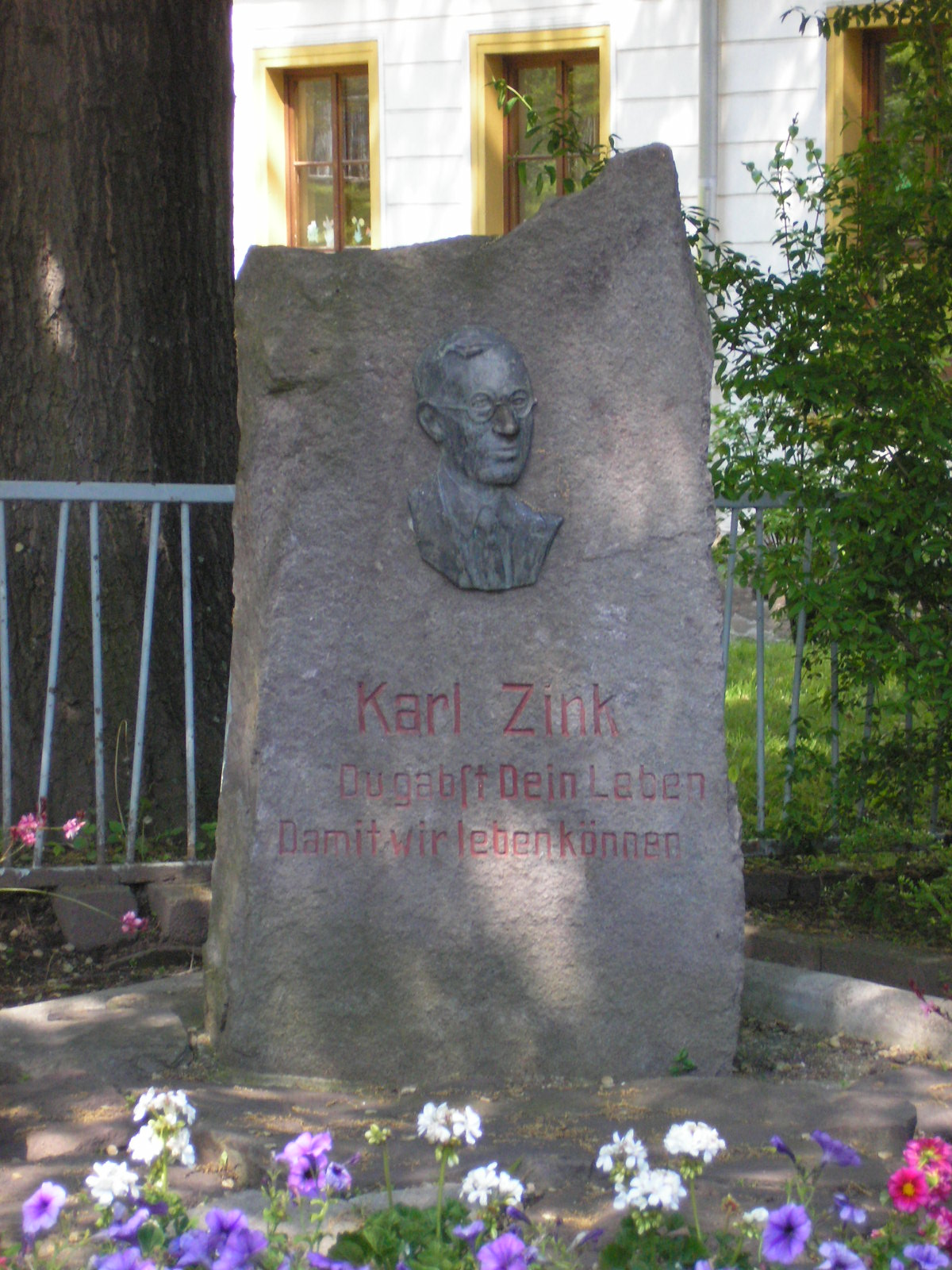
Karl-Zink-Denkmal in Ilmenau

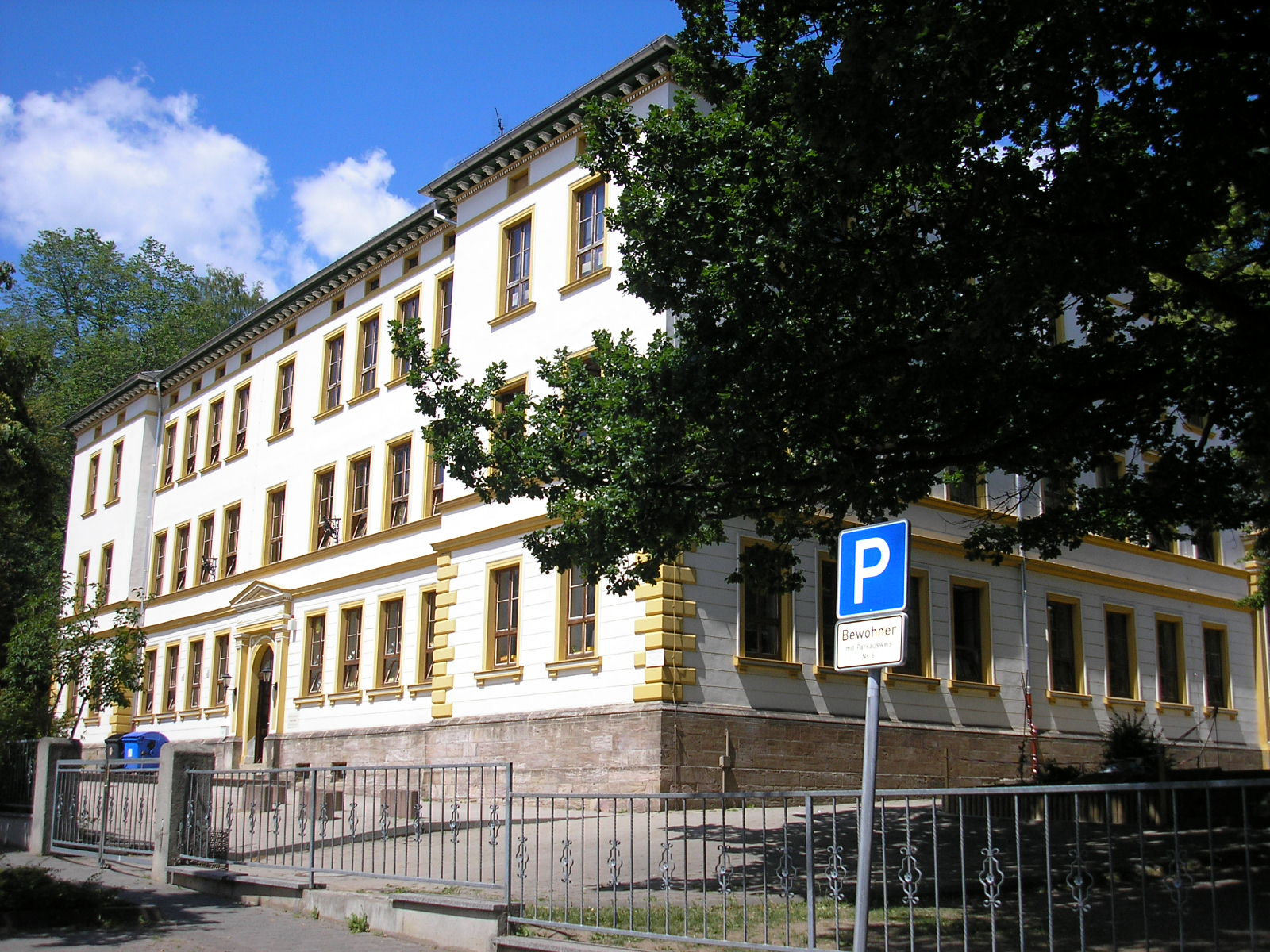
Karl-Zink-Schule in Ilmenau

Karl Zink (* 24. April 1910 in Mehlis; † 6. September 1940 in Berlin-Plötzensee) war ein deutscher Widerstandskämpfer gegen den Nationalsozialismus.

## Leben
Karl Zink wurde am 24. April 1910 als erster Sohn von Gustav und Anna Zink in Mehlis geboren. Die Familie zog 1917 nach Ilmenau (seine Mutter stammte aus Ilmenau). Ab dem fünften Schuljahr besuchte Karl die Goetheschule Ilmenau, jedoch musste er sie vorzeitig wieder verlassen, da seine Eltern die Schulgebühren nicht mehr zahlen konnten.
Daraufhin begann Karl Zink eine Lehre zum Kaufmann im Geschäft der Eltern. Begleitend dazu besuchte er die Handelsschule in Ilmenau. Außerdem erlernte er in der Werkstatt seines Vaters das Handwerk des Büchsenmachers.
Die Weltwirtschaftskrise im Jahr 1929 brachte dem Geschäft der Familie den Ruin, er wurde arbeitslos. In den Jahren 1930 und 1931 leistete Karl Zink den Arbeitsdienst ab. 1931 trat er der KPD bei.
Als die Nationalsozialisten 1933 die Macht erlangten, beschloss Karl Zink, sich dem linken Widerstand anzuschließen. Seine Aktivitäten wurden jedoch früh bekannt und 1935 wurde er erstmals festgenommen. Im August 1935 wurde er wegen Hochverrates und Mitgliedschaft in der KPD zu zwei Jahren Zuchthaus verurteilt. Im Jahr 1937 wurde er aus der Haft entlassen und kehrte nach Ilmenau zurück. Erneut verhaftet wurde Karl Zink 1939. Das Urteil, Hochverrat in Verbindung mit landesverräterischer Begünstigung des Feindes, gesprochen durch Karl Engert am Volksgerichtshof, wurde am 18. Juni 1940 verhängt und lautete auf Todesstrafe. Seine Hinrichtung wurde am 6. September 1940 in Plötzensee vollstreckt.
Seiner Mutter Anna schrieb er einen Abschiedsbrief, mit dem er sie angesichts seines bevorstehenden Todes aufrichten wollte:

„Als Letztes rufe ich Dir zu, bleibe stark und trage Deinen Kopf hoch bis zum letzten Atemzug, wie es auch unser Vater getan hat.“

## Ehrungen
Zu DDR-Zeiten wurde Karl Zink im südlichen Thüringen als Widerstandskämpfer geehrt.
In seiner Heimatstadt Ilmenau trägt die vorher nach einem Weimarer Herzog benannte Carl-August-Straße seit 1945 den Namen Karl-Zink-Straße, wie auch die frühere Friedrichstraße in Zella-Mehlis.
Die Umbenennung der Ilmenauer Mädchenschule in Karl-Zink-Schule – heute Staatliche Grundschule „Karl Zink“ – erfolgte ebenfalls wenige Jahre nach Kriegsende.